# Aloe macrocarpa
Aloe macrocarpa ist eine Pflanzenart der Gattung der Aloen in der Unterfamilie der Affodillgewächse (Asphodeloideae). Das Artepitheton macrocarpa leitet sich von den griechischen Worten makros für ‚groß‘ sowie karpos für ‚Frucht‘ ab und verweist auf die großen Früchte der Art.

## Beschreibung

### Vegetative Merkmale
Aloe macrocarpa wächst stammlos oder kurz stammbildend, ist einfach oder sprossend und bildet dann kleine Gruppen. Die Triebe erreichen eine Länge von bis zu 30 Zentimeter. Die 16 bis 20 lanzettlichen bis lanzettlich verschmälerten Laubblätter bilden eine dichte Rosette. Die grüne Blattspreite ist 20 bis 40 Zentimeter lang und 6 bis 7 Zentimeter breit. Auf ihr befinden sich viele trübweiße oder hellgrünliche Flecken, die unregelmäßig oder in Querbändern angeordnet sind. Die Blattoberfläche ist glatt. Die hellbraunen Zähne am Blattrand sind 3 Millimeter lang und stehen 8 bis 10 Millimeter voneinander entfernt.

### Blütenstände und Blüten
Der Blütenstand weist drei bis fünf Zweige auf und erreicht eine Länge von 80 bis 100 Zentimeter. Die lockeren, zylindrischen Trauben sind 15 bis 20 Zentimeter lang und 6 Zentimeter breit. Die Brakteen weisen eine Länge von 8 Millimeter auf und sind 3 Millimeter breit. Die scharlachroten Blüten stehen an 12 bis 15 Millimeter langen Blütenstielen. Sie sind 25 bis 35 Millimeter lang und an ihrer Basis gestutzt. Auf Höhe des Fruchtknotens weisen die Blüten einen Durchmesser von 8 Millimeter auf. Darüber sind sie abrupt auf 5 Millimeter verengt und schließlich zur Mündung erweitert. Ihre äußeren Perigonblätter sind auf einer Länge von 6 bis 7 Millimetern nicht miteinander verwachsen. Die Staubblätter und der Griffel ragen kaum aus der Blüte heraus.

### Genetik
Die Chromosomenzahl beträgt {\displaystyle 2n=14}.

## Systematik und Verbreitung
Aloe macrocarpa ist in Benin, Kamerun, Eritrea, Äthiopien, Ghana, Mali, Nigeria, Sudan und Dschibuti auf Grasland zwischen Felsen in Höhen von 400 bis 2000 Metern verbreitet.
Die Erstbeschreibung durch Agostino Todaro wurde 1875 veröffentlicht.
Synonyme sind Aloe commutata Engl. (1892), Aloe macrocarpa var. major A.Berger (1908), Aloe edulis A.Chev. (1920) und Aloe harteri Schnell (1953, nom. illeg. ICBN-Artikel 53.1).

## Nachweise